# Roberto H. Todd Wells
Roberto H. Todd Wells (Illa de Saint Thomas, Illes Verges Nord-americanes, 13 d'octubre de 1862 - San Juan, Puerto Rico, 16 de setembre de 1955) fou el fundador del Partit Republicà de Puerto Rico. Va servir com a delegat a la Cambra de Representants de Puerto Rico el 1900 i fou alcalde de San Juan entre 1903 fins al 1931, en 3 etapes diferents. Roberto es va casar amb Celestina Borrás i va tenir un fill, Roberto H. Todd Borrás, que fou jutge de Puerto Rico, (nascut el 6 de març de 1891 a Nova York).